# Lachapelle-sous-Aubenas
Lachapelle-sous-Aubenas é uma comuna francesa na região administrativa de Auvérnia-Ródano-Alpes, no departamento de Ardèche. Estende-se por uma área de 10,12 km². Em 2010 a comuna tinha 1 677 habitantes (densidade: 165,7 hab./km²).